# Clementine von Belgien

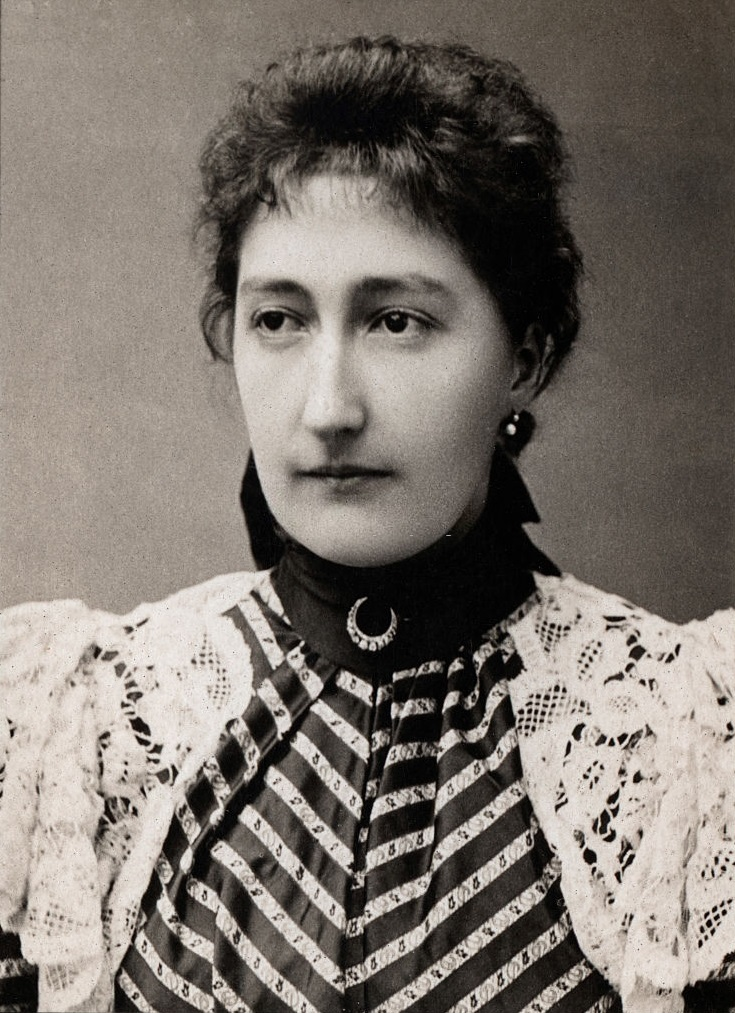
Prinzessin Clementine von Belgien

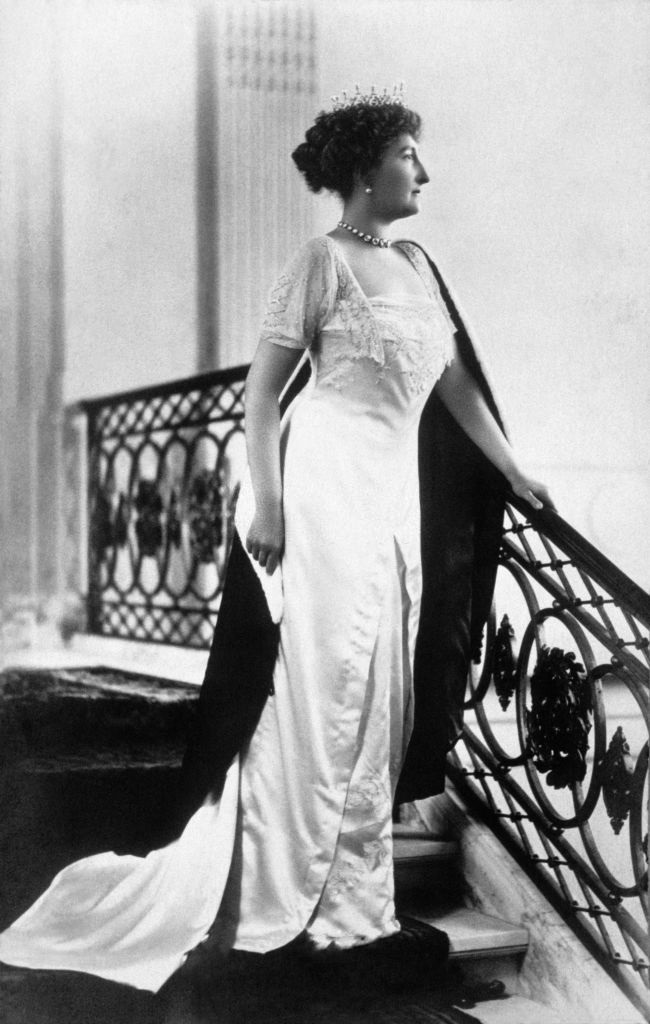
Clementine von Belgien (1910)

Clémentine Albertine Marie Léopoldine von Belgien (* 30. Juli 1872 in Laeken; † 8. März 1955 in Nizza) war Prinzessin von Belgien und durch Heirat princesse Napoléon.

## Leben
Clémentine war das jüngste Kind des belgischen Königs Leopold II. (1835–1909) aus dessen Ehe mit Marie Henriette (1836–1902), Tochter des Erzherzogs Joseph von Österreich. Sie hatte mit Louise und Stephanie zwei ältere Schwestern. Ihr Bruder Leopold war bereits 1869 gestorben und die Eltern hatten gehofft, Clémentine würde der erhoffte Thronfolger werden. Nach ihr hatten die Eltern die Hoffnung aufgegeben und die Thronfolge ging an Philipp von Flandern über.
Clem, wie Clémentine im Kreise der Familie genannt wurde, gewann als einzige der drei Schwestern das Herz ihres Vaters. Im Gegensatz zu ihren Schwestern hatte sie eine einigermaßen schöne Kindheit und litt nicht unter den harten Erziehungsmethoden ihrer Eltern. Da ihre Mutter die Kinder mit Kälte behandelte, entwickelte Clémentine ein besonders enges Verhältnis zu ihrer Schwester Stephanie. Nach dem Tod ihrer Mutter war sie die First Lady im Land. Clémentine war die einzige Person, die König Leopold II. zum Schluss noch in seiner Nähe duldete. Zeitweise wurde über eine Ehe zwischen Clémentine und ihrem Cousin Baudouin spekuliert, die Idee, die beiden Zweige der Familie zu verbinden, fand auch die Zustimmung der Eltern, doch lehnten Baudouin und auch dessen Mutter dieses Ansinnen ab.
Am 14. November 1910, ein Jahr nach dem Tod ihres Vaters, der einer Ehe seiner Jüngsten zu seinen Lebzeiten nicht zustimmen wollte, heiratete sie in Moncalieri Victor Bonaparte, prince Napoléon (1862–1926), den bonapartistischen Prätendenten auf den französischen Kaiserthron und Oberhaupt der Bonaparte-Familie. Die Ehe beschrieb sie ihrer Schwester Stephanie in einem Brief als sehr glücklich. Mit ihrer Familie hielt sie sich oft in Farnborough bei der Ex-Kaiserin Eugénie auf und fand hier Zuflucht, als Belgien 1914 im Ersten Weltkrieg von den Deutschen erobert wurde. In Farnborough hatte das Paar auch seine Verlobung bekannt gegeben.

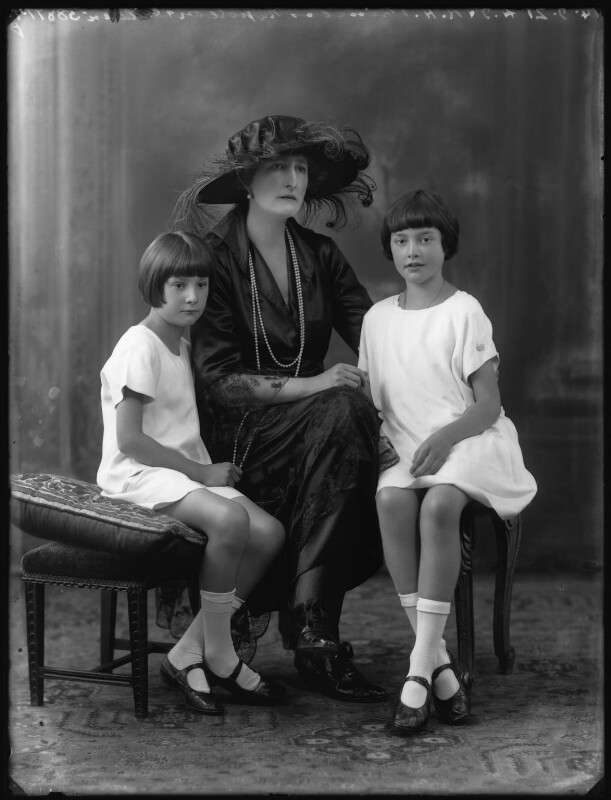
Clementine mit ihren beiden Kindern Louis und Marie Clotilde (1921)

Im Alter von 82 Jahren starb Clémentine in ihrer Villa Clair Vallon in Nizza. Ihre Grabstätte befindet sich in der Chapelle Impériale der kaiserlichen Familie von Ajaccio.

## Nachkommen
Aus ihrer Ehe hatte Clémentine zwei Kinder:
- Marie Clotilde Eugénie Alberte Laetitia Généviève (1912–1996), princesse Napoléon

⚭ 1938 Graf Serge de Witt (1891–1990)
- Louis (1914–1997), prince Napoléon

⚭ 1949 Alix de Foresta (* 1926)